# 栃木県道260号緑町山辺停車場線

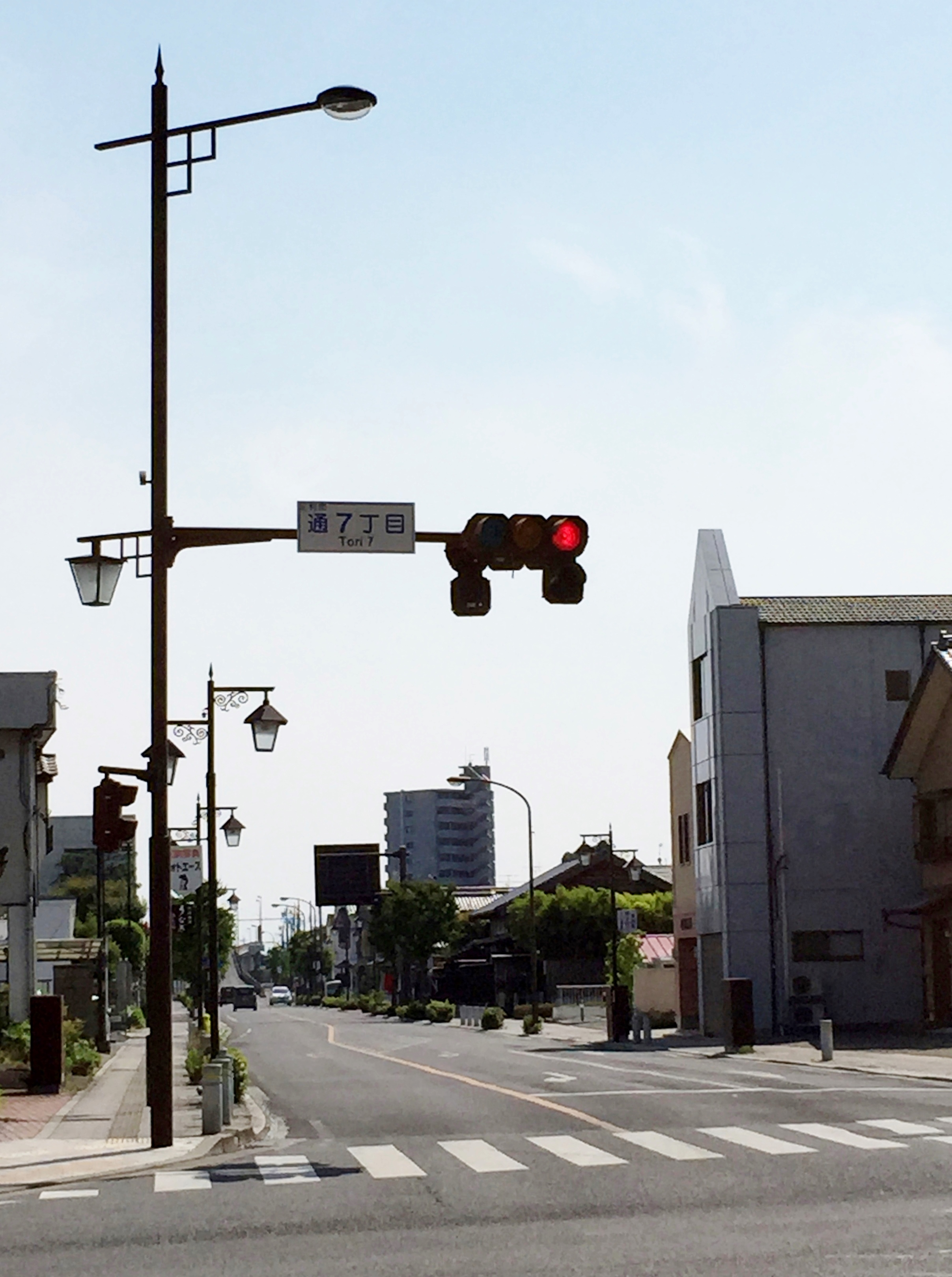
足利市・通7丁目交差点
（起点、2015年5月）
県道40号と重複している

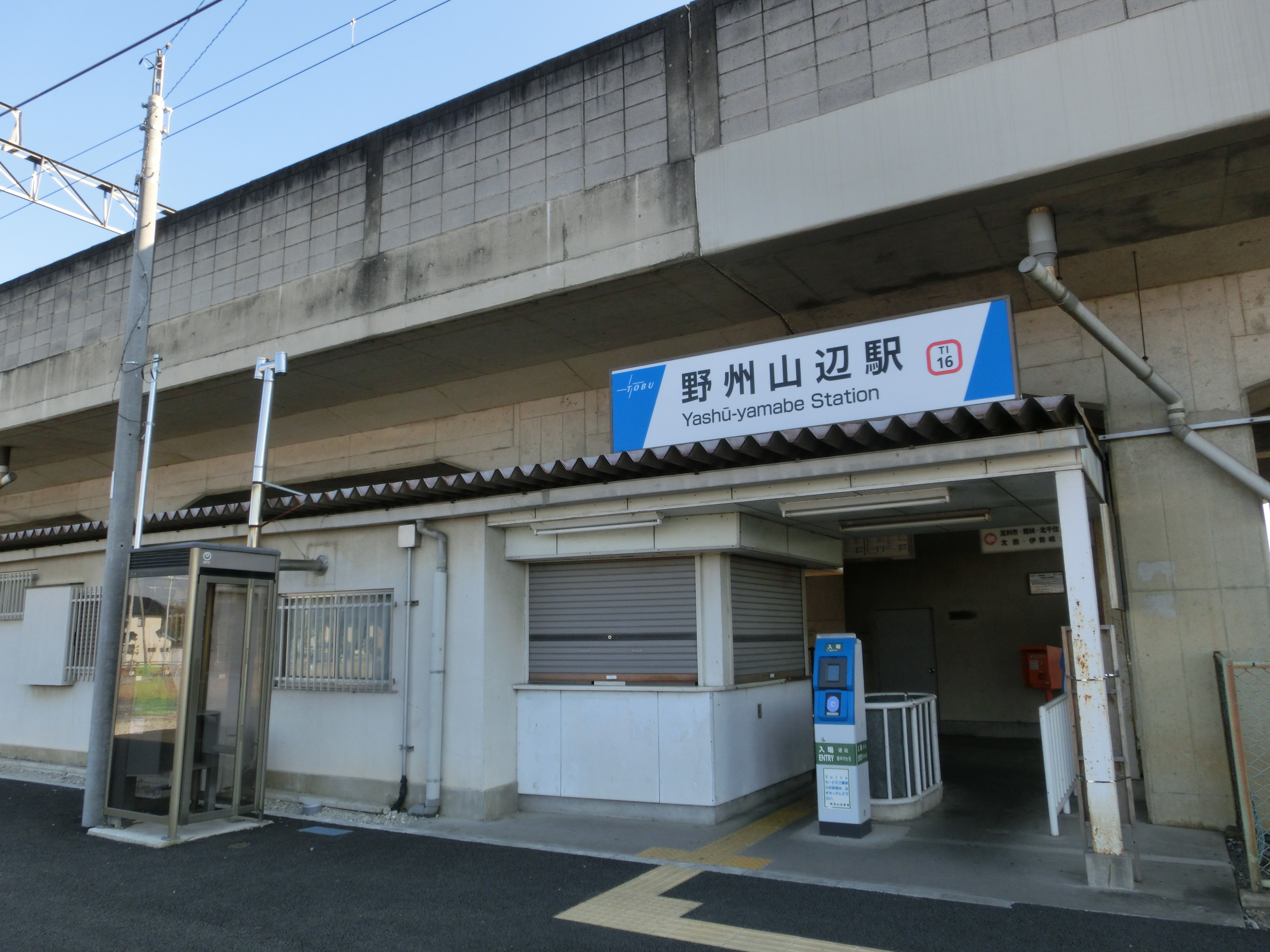
野州山辺駅(2015年12月

栃木県道260号緑町山辺停車場線（とちぎけんどう260ごう みどりちょうやまべていしゃじょうせん）は、栃木県足利市を通過する一般県道であった。
大半の区間は県道足利環状線との重用であった。2016年（平成28年）3月を持って県道認定廃止された。

## 概要

### 路線データ
- 総延長：0.551km[1]
- 実延長：0.551km[1]
- 起点：栃木県足利市通6,7丁目/緑町1丁目（通7丁目交差点＝栃木県道40号足利環状線、栃木県道67号桐生岩舟線交点）
- 終点：栃木県足利市八幡町（東武伊勢崎線野州山辺駅）

## 歴史
- 1961年（昭和36年）4月1日認定
- 2016年（平成28年）3月25日認定廃止[2]

## 路線状況

### 重複区間
- 栃木県道40号足利環状線（起点 - 足利市借宿町/借宿町1丁目・借宿町北公園交差点）
- 栃木県道5号足利太田線（足利市借宿町/借宿町1丁目・借宿町北公園交差点 - 野州山辺駅入口交差点）

### 交通量
24時間自動車類交通量（台/日）
- 2678（推定値）

## 地理

### 通過する自治体
- 栃木県
  - 足利市

### 交差する道路
| 交差する道路                            | 交差する道路                         | 交差点名 | 交差点名       |
| --------------------------------------- | ------------------------------------ | -------- | -------------- |
| 県道40号足利環状線 飛駒・足利市役所方面 |                                      |          |                |
| 県道67号桐生岩舟線（旧国道50号）        | 県道67号桐生岩舟線（旧国道50号）     | 足利市   | 通7丁目        |
| -（屈折）                               | 県道5号足利太田線 県道40号足利環状線 | 足利市   | 借宿町北公園   |
| 県道5号足利太田線                       | -（屈折）                            | 足利市   | 野州山辺駅入口 |
| 野州山辺駅                              |                                      |          |                |

### 交差する河川
- 旧蓮台寺川（緑町跨線橋、足利市緑町1丁目 - 緑町2丁目・緑橋北交差点）
- 渡良瀬川（緑橋、足利市緑町2丁目・緑橋北交差点 - 借宿町）

### 交差する鉄道
- JR両毛線（緑町跨線橋、足利市緑町1丁目 - 緑町2丁目・緑橋北交差点）

### 沿線
- 足利公園（足利市緑町1丁目）
- 東武伊勢崎線 野州山辺駅（足利市八幡町）